# Alberto Boccanegra
Alberto Boccanegra (Venezia, 19 ottobre 1920 – San Domenico di Fiesole, 11 luglio 2010) è stato un filosofo e teologo italiano.

## Biografia
Osvaldo Boccanegra nacque a Venezia, figlio primogenito di Antonio e Ida Camerin. Partecipò alla seconda guerra mondiale come sottotenente del Regio esercito, richiamato alle armi nel 1941. Nei giorni successivi all'armistizio di Cassibile riuscì a sottrarsi alle rappresaglie naziste e si ricongiunse all'esercito italiano a Catanzaro, dove spesso prestò servizio presso la Croce rossa.

### Formazione
Nel 1948 si laurea in filosofia presso l'Università Cattolica di Milano con una tesi dal titolo I primi principi in Duns Scoto condotta sotto la guida di Gustavo Bontadini, dal cui pensiero fu profondamente influenzato e con cui rimase in contatto per tutta la vita, a partire dalla controversia sul divenire intrattenuta su Rivista di filosofia neoscolastica. Entrò a far parte dell'Ordine Domenicano a San Domenico di Fiesole il 10 ottobre 1948 con il nome religioso di frà Alberto, che lo accompagnò di lì in poi anche in occasione della pubblicazione delle sue opere.
Il 14 ottobre 1949 entrò al Pontificio Ateneo Angelicum di Roma per lo studio delle materie filosofiche e teologiche dove fu allievo di Réginald Garrigou-Lagrange e nel 1953 discusse la sua tesi dottorale in filosofia (De dynamismo entis) e nel 1954 ottenne il lettorato in teologia grazie al suo Fundamenta metaphisica, tractatus de Deo secundum S. Thomam. Ordinato sacerdote a San Marco di Firenze il 25 luglio 1953 non abbandonò più il convento di San Domenico di Fiesole.
Negli anni settanta del XX secolo è professore di filosofia al Pontificio Ateneo Angelicum di Roma. Di tale corso ci restano le dispense dal titolo: Frammenti di metafisica iniziale. Per più di vent'anni ha insegnato filosofia e teologia nello Studio Teologico Accademico Bolognese e nello Studio Teologico Fiorentino. 
Domenica 11 luglio 2010, di mattina, molto provato fisicamente, dopo alcuni giorni di agonia, assistito dai suoi confratelli, spira.
Il 12 luglio 2010 hanno luogo i funerali, officiati dal Padre Provinciale P. Daniele Cara.
Fu confessore ricercato soprattutto dai giovani. Grande sportivo, nonostante una malattia che lo ha accompagnato e provato per quasi tutta la vita costringendolo a cure costanti, riusciva quotidianamente a fare escursioni per diversi chilometri. Quando negli ultimi anni le sue forze non gli permisero di continuare la ricerca, si dedicò alla preghiera costante, sia di giorno che di notte.
Il suo corpo riposa nel cimitero di San Domenico di Fiesole.

### Attività filosofica, teologica e critica
Boccanegra lasciò per sempre incompiuto il suo trattato dottorale in teologia. Nel 1969 e negli anni seguenti pubblicò comunque estesi saggi del suo pensiero su vari numeri della rivista filosofica “Sapienza”.
Fu per anni vice direttore della Commissione per la traduzione della Somma Teologica di Tommaso d'Aquino in Italiano presieduta da Tito Centi. Gli imponenti schemi riassuntivi sono consultabili nei 35 volumi editi dalle ESD di Bologna. Degne di nota furono le sue corpose introduzioni alla Summa di Tommaso d'Aquino pubblicate in più edizioni a partire dal 1959.
Boccanegra è considerato unanimemente il massimo pensatore domenicano italiano della seconda metà del Novecento. L’istanza più originale e profonda del pensiero di Boccanegra consiste nella teoria della struttura paradigmatica dell’esperienza, così formulata nel suo più importante scritto a stampa, L’uomo in quanto persona centro della metafisica tomistica: «Nell’essere le strutture dell’intero e di ciascuna delle sue parti rispondono a una costante analogica».
Egli accolse l’istanza bontadiniana di una prova radicale dell’esistenza di Dio e la teoria generale dell'esperienza come pura presenzialità, accogliendo la critica di Hume alla causalità trascendentale e difendendo, in polemica con Cornelio Fabro, la necessità di una rigorizzazione delle cinque vie di Tommaso d’Aquino mediante la fondazione dell’eteronomia del moto. Accolse altresì da Bontadini la necessità di una formulazione forte, ovverosia non ristretto alle condizioni temporali, del principio di non contraddizione, respingendo però la proposta neo-parmenidea di Emanuele Severino, in difesa della quale successivamente prenderà posizione Leonardo Messinese.
In polemica con Bontadini, Boccanegra individuò nel linguaggio la zona della presenzialità della contraddizione e nella potenza passiva il principio dell’eterna permanenza dell’ente nonostante il venire meno del suo essere in atto nel divenire; per cui la prova radicale dell’esistenza di Dio non conclude ad un Dio che crea annientando (Bontadini), ma ad un Dio motore (come in Tommaso). Ne risulta una originalissima concezione della potenza passiva che non è solo principio del movimento (Aristotele), né solo principio della sua limitazione (Tommaso d’Aquino), ma, per la prima volta nella storia della metafisica occidentale, della sua immutabilità per sé.
Su queste basi, Boccanegra ripensò la stessa struttura della metafisica, ritenendo l’ontologia generale precedente, bensì, la metafisica speciale, ma solo per quel minimo (primordiale unità dell’ente che include per analogia di proporzionalità le distinzioni essenziali e individuali) richiesto all’inferenza della realtà metempirica, da cui poi si ridiscende nel domino dell’ente in quanto ente per il completamento della metafisica generale e, quindi, di nuovo nel dominio dell'ente finito per il completamento della metafisica speciale.
Se la differenziazione fra Dio e creatura si fonda sull'opposizione originaria ente incausato/causato, per cui ciò che è a da sé è per ciò stesso infinito (prova radicale dell'esistenza di Dio, che fa economia del principio tomista dell'impossibilità del regresso all'infinito), l'analisi dell'ente ne dispiega una struttura che si rivela essere non appena binaria (essenza/essere), bensì ternaria (soggetto/essenza/essere), per cui la finitezza va ricondotta alla doppia distinzione essenza/essere e soggetto/essenza; donde un'originale ripresa del Quodlibet II di Tommaso d'Aquino, che per Boccanegra costituiva uno dei testi decisivi dell'ontologia tomasiana.
Migliaia di pagine manoscritte conservate in vita nell'archivio conventuale di San Domenico di Fiesole non furono mai pubblicate.

## Saggi e pubblicazioni
- Introduzione a Tommaso d’Aquino, La somma teologica, traduzione e commento a cura dei domenicani italiani, testo latino dell'ed. Leonina, 34 voll., Salani, Firenze 1949-1975, vol. VIII (1959) [La Beatitudine; Gli atti umani: 1.-2., qq. 1-21], pp. 7-31

- Pluralismo teologico di tolleranza o di diritto?, «Sapienza» XIX (1966), n. 1, pp. 62-101

- Salvare il divenire, «Rivista di filosofia neoscolastica», LVIII (1966), n. 1, pp. 91-101

- Salvare il divenire. Poscritto, «Rivista di filosofia neoscolastica», LVIII (1966), n. 6, pp. 653-677

- Salvare il divenire. Secondo Poscritto, «Rivista di filosofia neoscolastica», LXIX (1967), n. 3, pp. 372-375

- Tratti oscuri nel “Sentieri del giorno”. Nota sul neoparmenidismo di Emanuele Severino, in «Sapienza», XX (1967), n. 4, pp. 504-510

- Rapporti tra filosofia e teologia, «Sapienza» XXI (1968), nn.. 1-2, pp. 143-205

- L’uomo in quanto persona centro della metafisica tomistica, «Sapienza», XXII (1969), nn. 3-4, pp. 410-513

- La prova radicale dell’esistenza di Dio e i suoi rapporti con l’antropologia, «Sapienza», XXII (1969), nn. 3-4, pp. 530-552

- Il pluralismo nel linguaggio teologico, in Il linguaggio teologico oggi, a cura di A. Marranzini, Ancora, Milano 1970, pp. 287-293

- Circa la relazione di G. Bontadini, «Sapienza», XXVI (1973), nn. 3-4, pp. 449-458

- Interventi [con G. C. Atzei, S. Baboli, A. Boccanegra, L. Bogliolo, G. Bontadini, G. L. Brena, G. Cenacchi, B. D’Amore, C. Fabro, J. B. Lotz, U. Pellegrino, A. Rosso], in Dibattito congressuale, «Sapienza», XXVI (1973), nn. 3-4, pp. 357-432

- Osservazioni sul fondamento della moralità, «Sapienza», XXVIII (1975), n. 3, pp. 342-364

- Idee e istanze chiaramente emerse dallo svolgimento del convegno, in Tempo e storicità dell'uomo, Atti del convegno Adif 1970, Gregoriana, Padova 1971, pp. 201-215